# Henry Meynell Rheam
Henry Meynell Rheam, né le 13 janvier 1859 à Birkenhead et mort en novembre 1920 à Penzance, est un peintre préraphaélite anglais, proche également de l'École de Newlyn, une colonie d'artistes impressionnistes tardifs.

## Biographie et œuvre
Rheam étudie à la Heatherley's School of Art de Londres, en Allemagne à l'Académie des beaux-arts de Düsseldorf et en France, à l'Académie Julian à Paris. Dans les années 1880, il s'installe à Polperro dans le sud-ouest de l'Angleterre, et expose ses œuvres en 1887 pour la première fois à Londres. En 1890, il s'installe à Newlyn, dans l'ouest des Cornouailles.
Dans les années 1880-1890, Rheam peint de nombreux tableaux de genre et des portraits dans le style impressionniste tardif ; il peint ensuite principalement des scènes de contes de fées (La Belle au bois dormant en 1899 ; en 1902, le thème de Blanche Neige, où la jeune femme est accompagnée de cinq nains dans la forêt, représentés comme des gnomes de la mythologie scandinave,) ou d'inspiration médiévale dans le style des préraphaélites.
Rheam utilise surtout l'aquarelle pour ses tableaux (il est élu membre du Royal Institute of Painters in Water Colours) et peint plus rarement à l'huile.
En 1900, il épouse Alice Elliott et vit avec elle au Boase Castle Lodge à Newlyn. Ils s'installent ensuite au West Lodge à Penzance, jusqu'à la mort de Rheam en 1920.

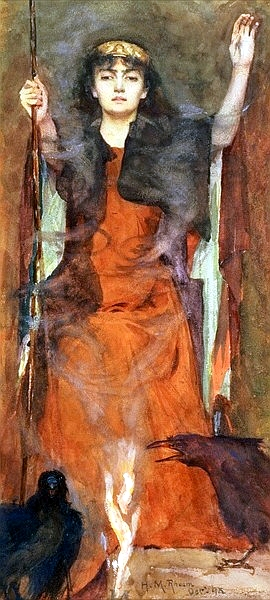
La sorcière, aquarelle, 1898
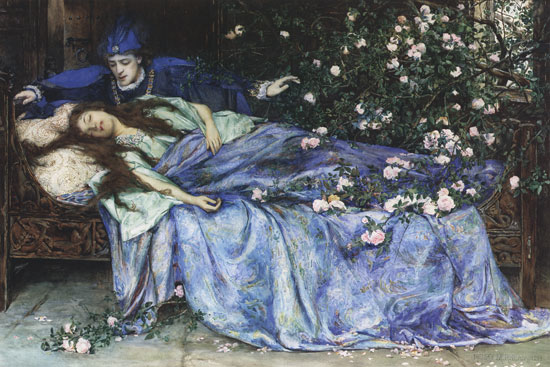
La Belle au bois dormant, 1899
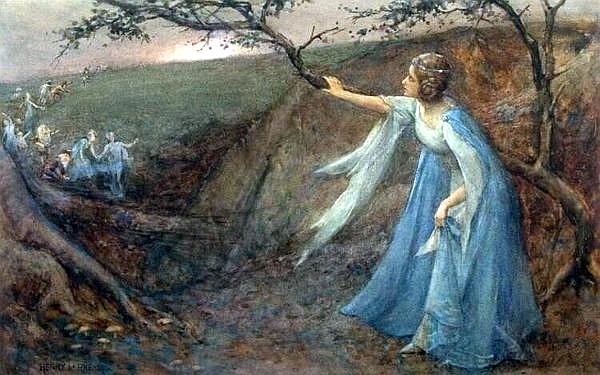
Titania accueillant ses frères fées, aquarelle
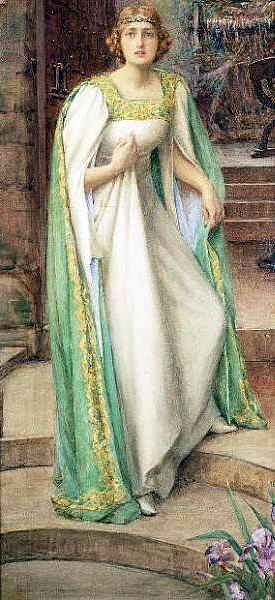
La Dame de Shalott, aquarelle
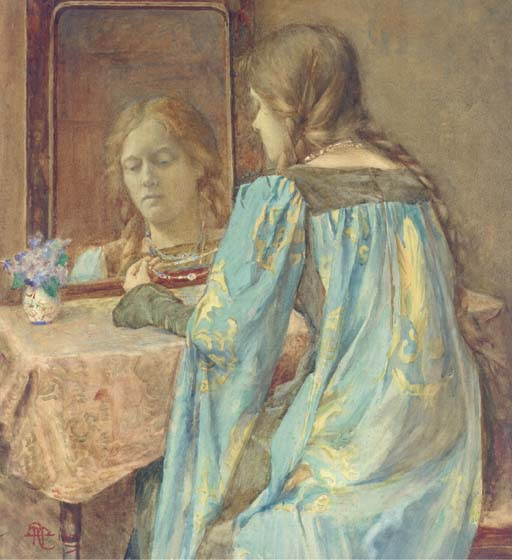
Dame à sa toilette en costume médiéval, 1907
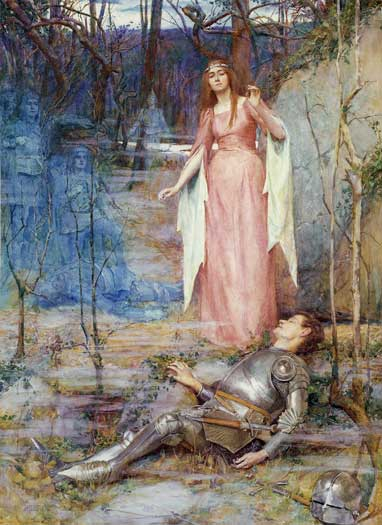
La Belle Dame sans Merci, aquarelle sur papier, 1901
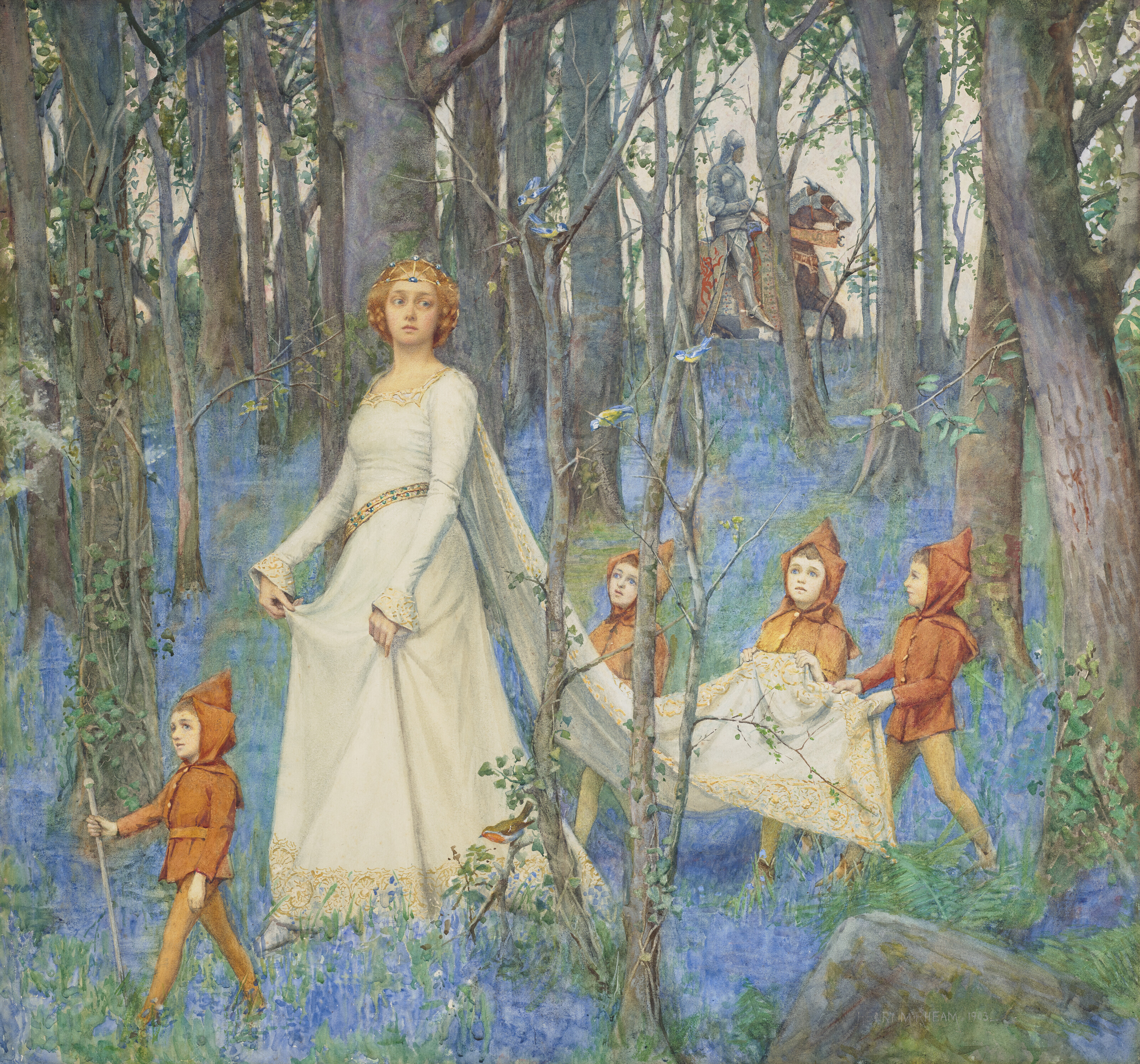
La Fée des bois, aquarelle sur papier, 1903